# Seznam romunskih nogometašev
Seznam romunskih nogometašev.

## A
- Dan Alexa
- Iulian Apostol

## B
- Valentin Badea
- Valentin Bădoi
- Miodrag Belodedici
- Marius Bilaşco
- Valeriu Bordeanu
- Gheorghe Bucur

## C
- Iosif Cavai
- Cristian Chivu
- Liviu Ciobotariu
- Răzvan Cociş
- Paul Codrea
- Dănuţ Coman
- Cosmin Contra
- Nicolae Covaci (Miklós Kovács)
- Ștefan Covaci (István Kovács)
- Adrian Cristea
- Vasilică Cristocea
- Marius Croitoru

## D
- Cristian Dănălache
- Ciprian Deac
- Emil Dică
- Nicolae Dică
- Cornel Dinu
- Nicolae Dobrin (1947—2007)

## F
- Iulian Filipescu
- Gheorghe Florescu
- Sorin Frunză

## G
- George Galamaz
- Constantin Gâlcă
- Ioan Ganea
- Florin Gardoş
- Dudu Georgescu
- Tiberiu Ghioane
- Sorin Ghionea

## H
- Gheorghe Hagi
- Cătălin Hildan
- Ioan Hora

## I
- Victoraş Iacob
- Adrian Ilie
- Silviu Ilie

## L
- Marius Lăcătuș
- Erik Lincar
- Bogdan Lobont
- Florin Lovin
- Ioan Lupescu

## M
- Vasile Maftei
- Marius Măldărăşanu
- Ciprian Marica
- Petre Marin
- Dumitru Mitu
- Viorel Moldovan
- Cosmin Moţi
- Cătălin Munteanu
- Dorinel Munteanu
- Gabriel Mureşan
- Adrian Mutu

## N
- Eugen Nae
- Ştefan Nanu
- Bănel Nicoliţă
- Claudiu Niculescu
- Epaminonda Nicu
- Daniel Niculae
- Marius Niculae
- Radu Nunweiller

## O
- George Ogăraru
- Marius Onofraş

## P
- Răzvan Pădureţu
- Cristian Panin
- Costel Pantilimon
- Sorin Paraschiv
- Florentin Petre
- Ovidiu Petre
- Dan Petrescu
- Marius Popa
- Gheorghe Popescu
- Mihai Popescu
- Daniel Prodan
- Florian Prunea

## R
- Ionuţ Rada
- Mirel Rădoi
- Ștefan Radu
- Florin Răducioiu
- Mihai Rădut
- Cornel Râpă
- Răzvan Dincă Raţ
- Adrian Ropotan
- Laurenţiu Roşu

## S
- Ioan Ovidiu Sabău
- Cristian Săpunaru
- Dennis Şerban
- Eduard Stăncioiu
- Nicușor Stanciu
- Bogdan Stancu
- Ovidiu Stângă
- Bogdan Stelea
- Alin Stoica
- Romeo Surdu

## T
- Gabriel Tamaş
- Cristian Tănase
- Cristian Todea
- Gabriel Torje
- Eugen Trică

## Z
- Dorel Zaharia
- Ianis Zicu